# قطعنامه ۱۶۶۱ شورای امنیت
قطعنامه ۱۶۶۱ شورای امنیت سازمان ملل متحد که در تاریخ ۱۴ مارس ۲۰۰۶ تصویب شد، سندی بین‌المللی دربارهٔ بررسی وضعیت میان اریتره و اتیوپی است. این قطعنامه طی نشست ۵۳۸۴ام با ۱۵ رای موافق، ۰ مخالف و ۰ ممتنع تصویب شد.